# 森田徹
森田徹（もりた とおる、1950年（昭和25年）3月9日 - ）は、日本の銀行家。オリックス銀行取締役兼執行役員副社長、りそな銀行取締役、新銀行東京代表執行役等を歴任した。

## 人物
2007年6月、銀行出身の経営者として仁司泰正（トヨタ自動車出身）から襷を受け、2代目の新銀行東京代表執行役に就任した。しかし、健康上の理由により半年後の2007年11月、同行を退任し、都出身の津島隆一に交代した。その後、オリックス銀行副社長に就任した。

## 略歴
- 1972年（昭和47年） - 早稲田大学教育学部卒業[3]
- 1972年（昭和47年） - 埼玉銀行入行
- 1996年（平成8年） - あさひ銀行新所沢支店長
- 1997年（平成9年） - 同市場企画部長
- 1998年（平成10年） - 同市場統括部長
- 1999年（平成11年） - 同ALM部長
- 2000年（平成12年） - 同執行役員
- 2002年（平成14年） - りそな銀行取締役兼常務執行役員
- 2003年（平成15年） - りそなキャピタル代表取締役副社長
- 2003年（平成15年） - エー・アンド・デイ理事
- 2006年（平成18年） - 同取締役兼常務執行役員兼管理本部長
- 2007年（平成19年） - 新銀行東京取締役兼代表執行役
- 2009年（平成21年） - オリックス信託銀行（現 オリックス銀行）取締役兼執行役員副社長[4]
- 2013年（平成25年）- 同監査役